# Brenden Dillon
Pour les articles homonymes, voir Dillon.
Brenden Dillon (né le 13 novembre 1990 à Surrey en Colombie-Britannique au Canada) est un joueur professionnel canadien de hockey sur glace. Il évolue au poste de défenseur.

## Biographie

### Carrière en club
Après avoir joué quatre saisons avec les Thunderbirds de Seattle dans la Ligue de hockey de l'Ouest, Brenden Dillon n'est pas repêché par une équipe de la Ligue nationale de hockey. Au cours de sa quatrième saison avec les Thunderbirds, le 1er mars 2011, il signe son premier contrat professionnel avec les Stars de Dallas pour une durée de trois saisons. 
Au cours de cette même saison, il joue dix matchs avec les Stars du Texas, club-école de Dallas dans la Ligue américaine de hockey. Le 7 avril 2012, il joue son premier match dans la LNH lors du dernier match de la saison des Stars contre les Blues de Saint-Louis. En 2012-2013, il joue sa première saison en tant que joueur régulier des Stars en jouant l'intégralité des 48 matchs, saison écourtée en raison d'un lock-out. Le 1er février 2013, il réalise un tour du chapeau à la Gordie Howe en marquant un but, une aide et un combat.
Le 21 novembre 2014, il est échangé aux Sharks de San José contre Jason Demers et un choix de troisième tour au repêchage de 2016. À l'issue de la saison 2014-2015, il prolonge son contrat avec les Sharks pour cinq ans.
Le 18 février 2020, il est échangé aux Capitals de Washington en retour d'un choix de 2e tour en 2020 et un choix conditionnel de 3e tour en 2021.

### Carrière internationale
Avec l'équipe du Canada, il a pris part au championnat du monde de 2013. Son équipe perd en quarts de finale face à la Suède et termine en 5e place du tournoi.

## Statistiques

### En club
| Saison     | Équipe                  | Ligue      |     | Saison régulière | Saison régulière | Saison régulière | Saison régulière | Saison régulière |   | Séries éliminatoires | Séries éliminatoires | Séries éliminatoires | Séries éliminatoires | Séries éliminatoires |
| Saison     | Équipe                  | Ligue      | PJ  | B                | A                | Pts              | Pun              | PJ               | B | A                    | Pts                  | Pun                  |                      |                      |
| 2007-2008  | Thunderbirds de Seattle | LHOu       | 71  | 1                | 10               | 11               | 54               | 12               | 0 | 2                    | 2                    | 21                   |                      |                      |
| 2008-2009  | Thunderbirds de Seattle | LHOu       | 70  | 0                | 10               | 10               | 68               | 5                | 0 | 1                    | 1                    | 6                    |                      |                      |
| 2009-2010  | Thunderbirds de Seattle | LHOu       | 67  | 2                | 12               | 14               | 101              | -                | - | -                    | -                    | -                    |                      |                      |
| 2010-2011  | Thunderbirds de Seattle | LHOu       | 72  | 8                | 51               | 59               | 139              | -                | - | -                    | -                    | -                    |                      |                      |
| 2010-2011  | Stars du Texas          | LAH        | 10  | 0                | 0                | 0                | 8                | 6                | 0 | 2                    | 2                    | 7                    |                      |                      |
| 2011-2012  | Stars du Texas          | LAH        | 76  | 6                | 23               | 29               | 97               | -                | - | -                    | -                    | -                    |                      |                      |
| 2011-2012  | Stars de Dallas         | LNH        | 1   | 0                | 0                | 0                | 0                | -                | - | -                    | -                    | -                    |                      |                      |
| 2012-2013  | Stars du Texas          | LAH        | 37  | 3                | 11               | 14               | 45               | -                | - | -                    | -                    | -                    |                      |                      |
| 2012-2013  | Stars de Dallas         | LNH        | 48  | 3                | 5                | 8                | 65               | -                | - | -                    | -                    | -                    |                      |                      |
| 2013-2014  | Stars de Dallas         | LNH        | 80  | 6                | 11               | 17               | 86               | 2                | 0 | 0                    | 0                    | 2                    |                      |                      |
| 2014-2015  | Stars de Dallas         | LNH        | 20  | 0                | 1                | 1                | 23               | -                | - | -                    | -                    | -                    |                      |                      |
| 2014-2015  | Sharks de San José      | LNH        | 60  | 2                | 7                | 9                | 54               | -                | - | -                    | -                    | -                    |                      |                      |
| 2015-2016  | Sharks de San José      | LNH        | 76  | 2                | 9                | 11               | 61               | 24               | 0 | 2                    | 2                    | 11                   |                      |                      |
| 2016-2017  | Sharks de San José      | LNH        | 81  | 2                | 8                | 10               | 60               | 6                | 0 | 1                    | 1                    | 4                    |                      |                      |
| 2017-2018  | Sharks de San José      | LNH        | 81  | 5                | 17               | 22               | 60               | 10               | 0 | 4                    | 4                    | 32                   |                      |                      |
| 2018-2019  | Sharks de San José      | LNH        | 82  | 1                | 21               | 22               | 61               | 20               | 0 | 2                    | 2                    | 24                   |                      |                      |
| 2019-2020  | Sharks de San José      | LNH        | 59  | 1                | 13               | 14               | 83               | -                | - | -                    | -                    | -                    |                      |                      |
| 2019-2020  | Capitals de Washington  | LNH        | 10  | 0                | 0                | 0                | 21               | 8                | 0 | 1                    | 1                    | 8                    |                      |                      |
| 2020-2021  | Capitals de Washington  | LNH        | 56  | 2                | 17               | 19               | 49               | 5                | 1 | 0                    | 1                    | 0                    |                      |                      |
| 2021-2022  | Jets de Winnipeg        | LNH        | 79  | 3                | 17               | 20               | 67               | -                | - | -                    | -                    | -                    |                      |                      |
| 2022-2023  | Jets de Winnipeg        | LNH        | 82  | 2                | 21               | 23               | 76               | 5                | 0 | 1                    | 1                    | 9                    |                      |                      |
| 2023-2024  | Jets de Winnipeg        | LNH        | 77  | 8                | 12               | 20               | 92               | 3                | 0 | 3                    | 3                    | 4                    |                      |                      |
| Totaux LNH | Totaux LNH              | Totaux LNH | 892 | 37               | 159              | 196              | 858              | 83               | 1 | 14                   | 15                   | 94                   |                      |                      |

### En équipe nationale
| Année | Équipe | Compétition          |   | PJ | B | A | Pts | Pun      |  | Résultat |
| 2013  | Canada | Championnat du monde | 8 | 1  | 0 | 1 | 0   | 5e place |  |          |